# Alessandro Albani

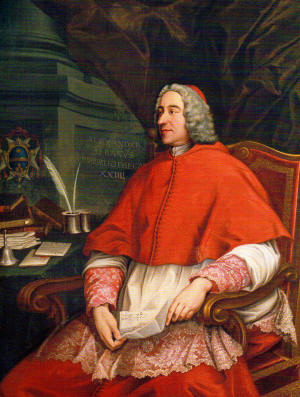
Alessandro Kardinal Albani (Gemälde von 1779)

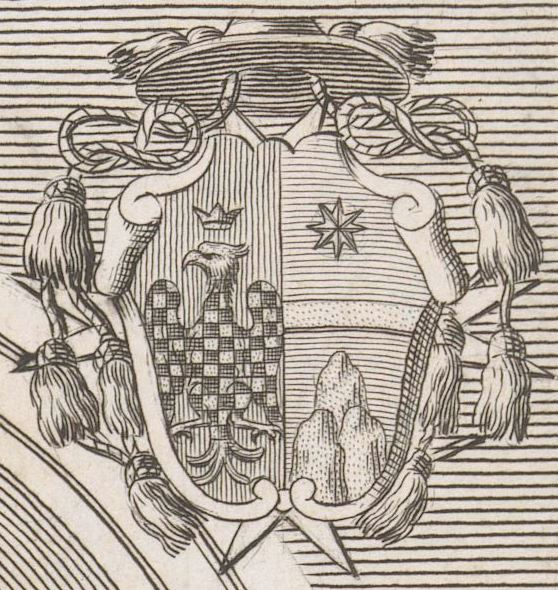
Kardinalswappen (18. Jh.)

Alessandro Albani (* 15. Oktober 1692 in Urbino, Kirchenstaat; † 11. Dezember 1779 in Rom) war ein italienischer Kardinal der katholischen Kirche.

## Werdegang
Alessandro Albani entstammte einer italienischen Adelsfamilie, deren Name davon herrührt, dass ihre Vorfahren im 15. Jahrhundert als albanische Glaubensflüchtlinge (Arbëresh) nach Italien eingewandert waren, wo sie sich in Urbino niedergelassen hatten. Sein Vater Orazio Albani (1652–1712) war der Bruder von Papst Clemens XI., die Mutter war Maria Bernarda Ondedei (1651–1751). Sein ältester Bruder war Carlo Albani (1687–1724), 1. Fürst von Soriano nel Cimino, der Teresa Borromeo heiratete, ein weiterer Bruder war Annibale Albani (1682–1751), der ebenfalls Kardinal wurde. Auch Carlos Sohn Giovanni Francesco Albani (1720–1803) wurde Kardinal und dessen Bruder Orazio Albani, Fürst von Soriano (1717–1792), war der Vater von Kardinal Giuseppe Albani (1750–1834), dem letzten Kirchenfürsten der Familie, die mit Filippo Giacomo Albani (1760–1852), IV. Fürst von Soriano nel Cimino erloschen ist.
Alessandro Albani studierte Jura an der Universität La Sapienza und schlug ab 1708 zunächst eine militärische Laufbahn ein. Diese musste er aufgrund eines Sehfehlers aufgeben und schlug wie sein älterer Bruder Annibale eine kirchliche Laufbahn ein. Sein Onkel Papst Clemens XI. ernannte Alessandro 1719 zum Kleriker an der Apostolischen Kammer und entsandte ihn 1720 als außerordentlichen Nuntius nach Wien. Papst Innozenz XIII. erhob den Neffen seines Vorgängers Clemens XI., der bis dahin keine Weihen erhalten hatte, im Februar 1721 zum Kardinal. Ihm wurde als Titeldiakonie Santa Maria in Cosmedin zugewiesen. Erst nach der Erhebung zum Kardinal empfing er die Weihe zum Subdiakon. 1741 wurde er Kardinaldiakon von Sant’Agata dei Goti, behielt aber in commendam seine alte Titeldiakonie. 1747 wechselte er schließlich zur Titeldiakonie Santa Maria in Via Lata. Er nahm am Konklave von 1724 teil, das Papst Benedikt XIII. wählte, am Konklave von 1730, das Papst Clemens XII. erkor, ebenso am Konklave von 1740, das Benedikt XIV. zum Obersten Pontifex erwählte, weiterhin am Konklave von 1758, das Papst Clemens XIII. auf den Stuhl Petri erhob, schließlich am Konklave von 1769, aus dem als neuer Papst Clemens XIV. hervorging.

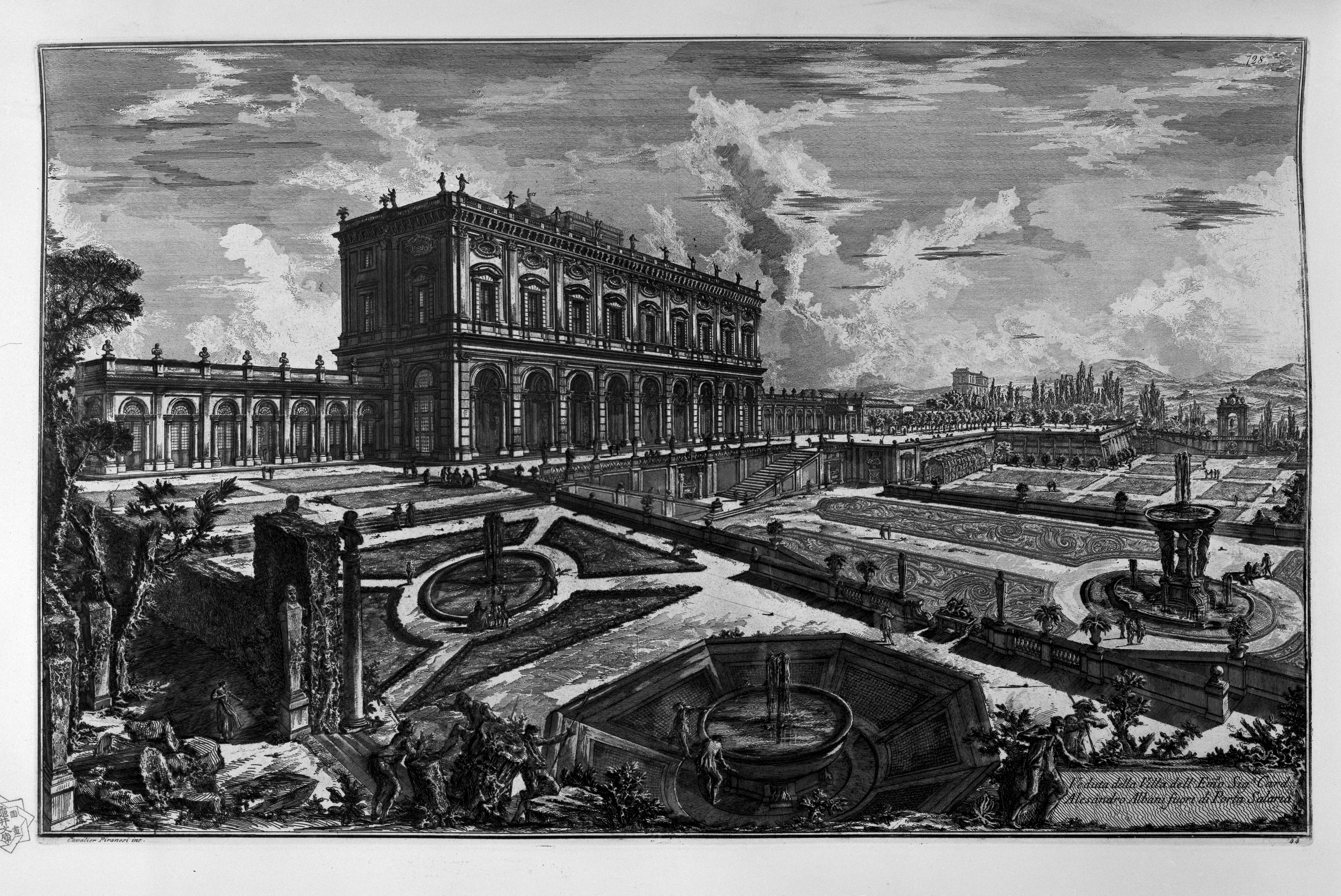
Ansicht der Villa Albani in Rom, Zeichnung von Giovanni Battista Piranesi

Albani war besonders an Kunst interessiert und war Mitglied der Accademia Etrusca. Er errichtete 1760 die Villa Albani in Rom, in der er römische und griechische Kunst sammelte. Albanis bedeutendster Lieferant für Antiken war der Restaurator und Händler Bartolomeo Cavaceppi. Als Albani zur Finanzierung der Villa einen Teil seiner umfangreichen Sammlung an den Papst verkaufen musste, richtete Cavaceppi deren neue Ausstellung im Vatikan für Clemens XIV. als Museo Clementino ein. Ein weiterer Teil der verkauften Stücke befindet sich heute in den Kapitolinischen Museen. Die künstlerische Ausgestaltung der Villa Albani wurde von Johann Joachim Winckelmann, der den Kardinal auch bei seinen An- und Verkäufen beriet, sowie den Maler Anton Raphael Mengs vorgenommen. Die Villa Albani mit dem Rest der Antikensammlung sowie der Gemäldesammlung wurden 1866 durch die Erben Albanis an den Bankier Alessandro Torlonia für seine Sammlung Museo Torlonia verkauft, zu der sie bis heute gehören.